# Rasen-Segge
Die Rasen-Segge (Carex cespitosa) ist eine Pflanzenart aus der Gattung Seggen (Carex) innerhalb der Familie der Sauergrasgewächse (Cyperaceae). Sie ist in Eurasien verbreitet. Die Rasen-Segge ist eine Verschiedenährige Segge.

## Beschreibung

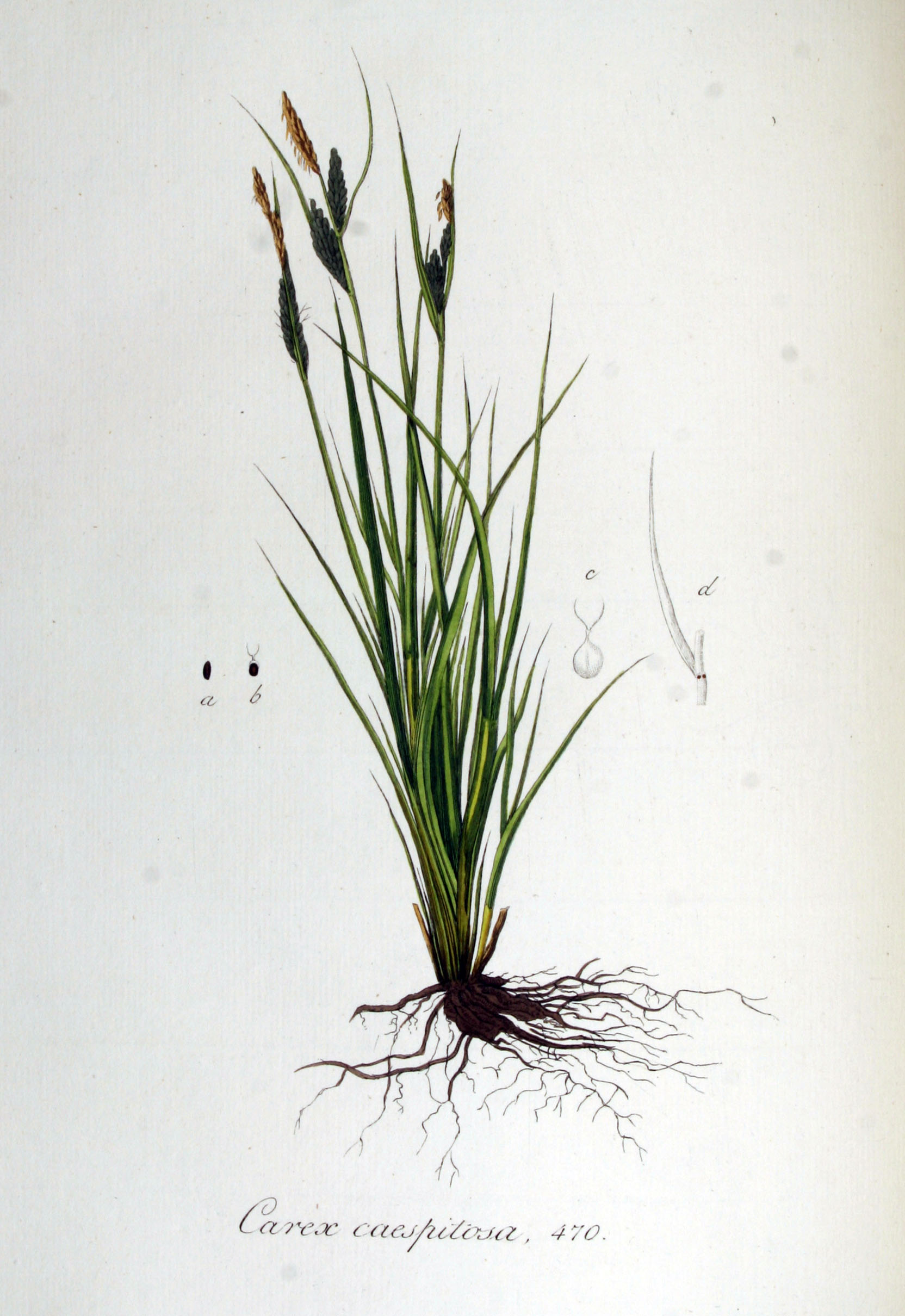
Illustration aus Flora Batava

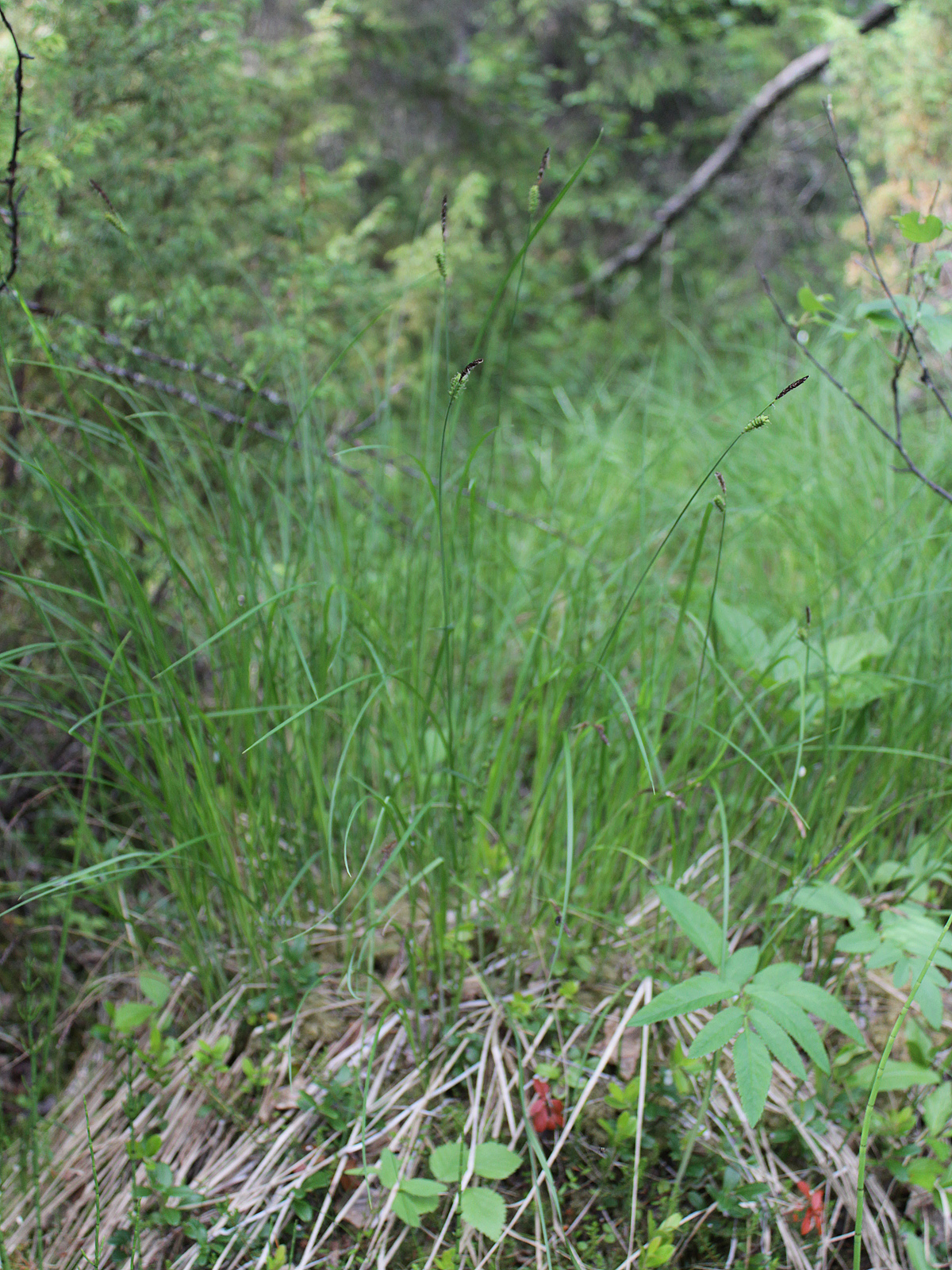
Rasen-Segge (Carex cespitosa)

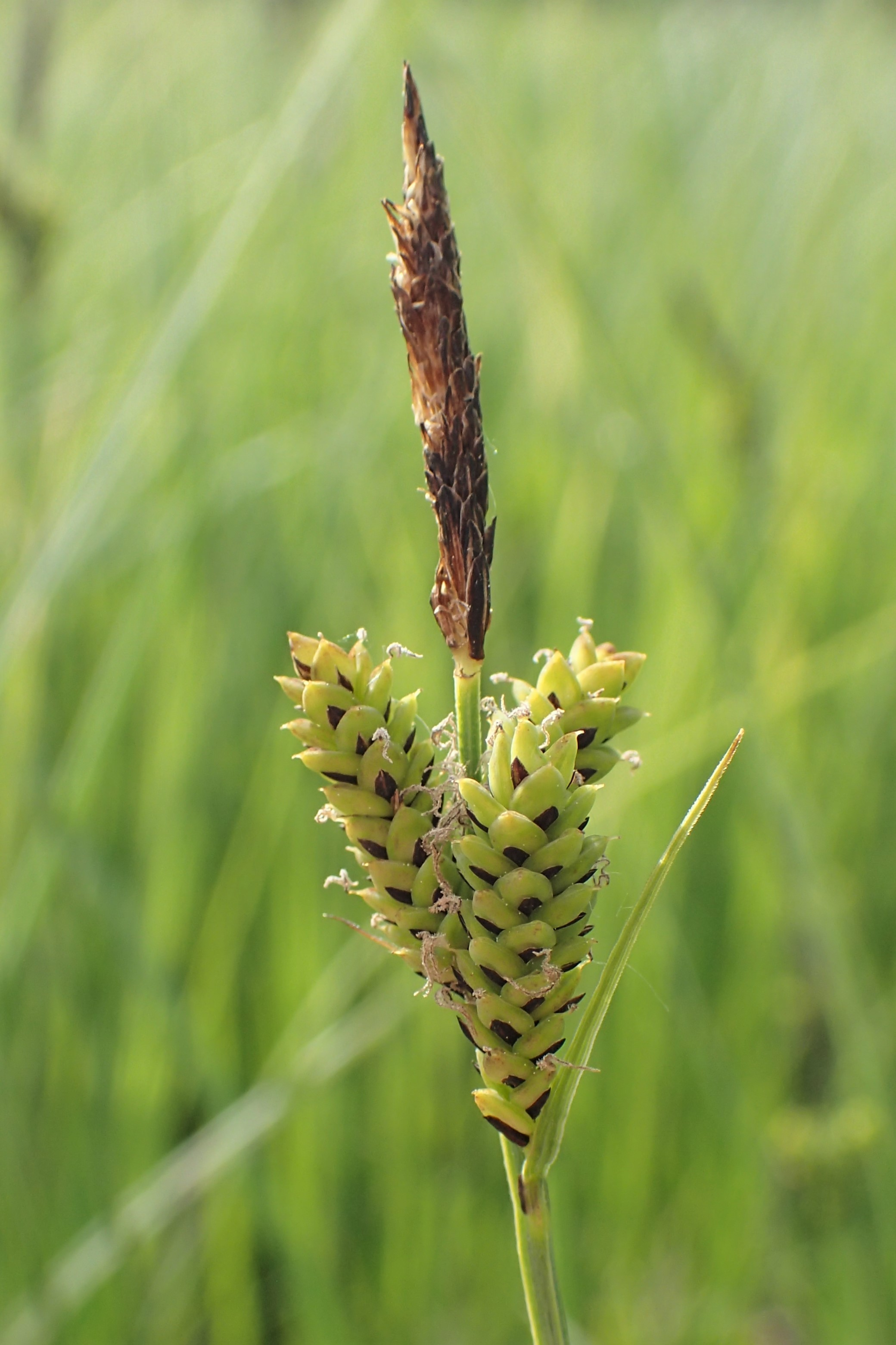
Blütenstand

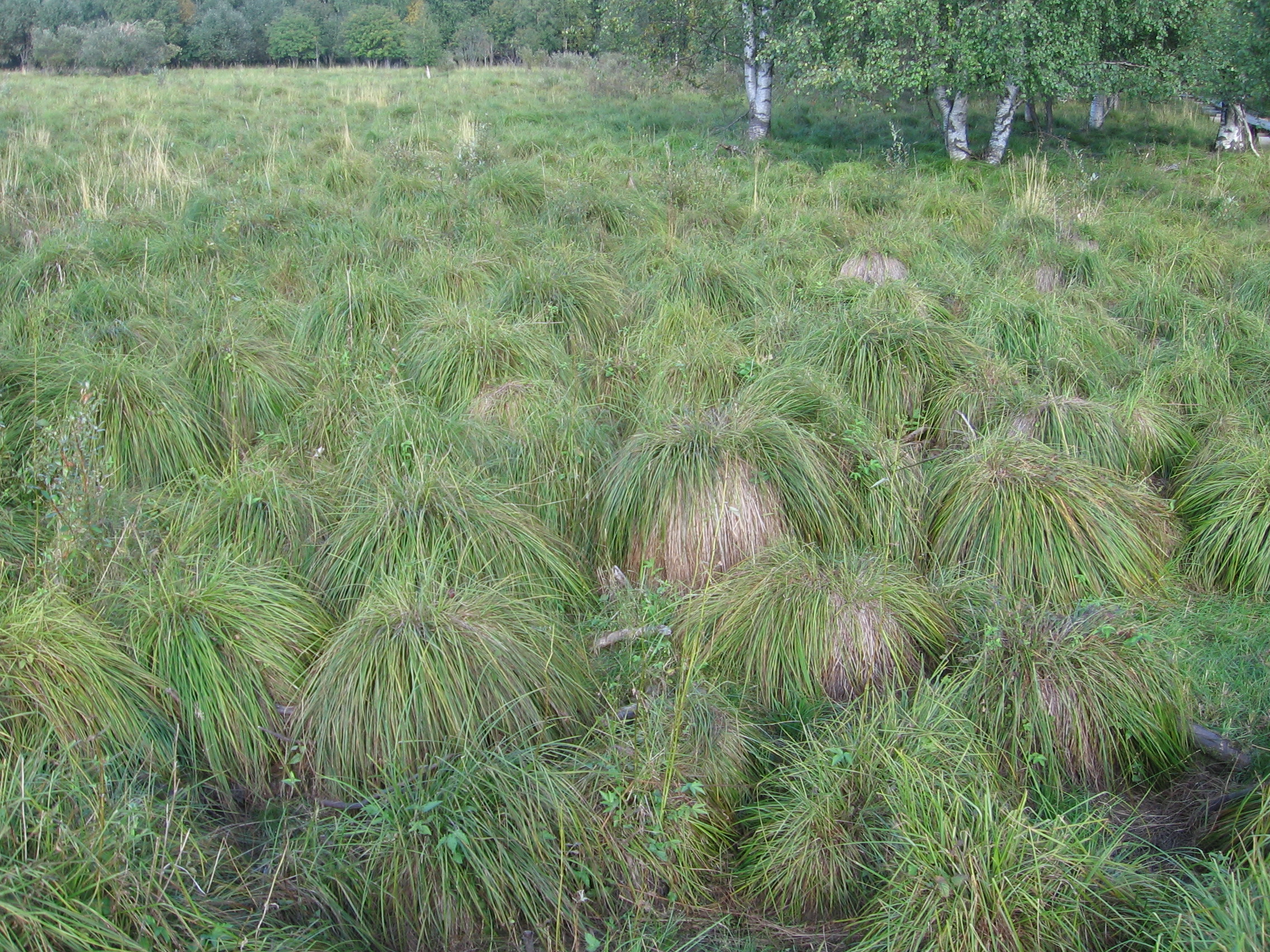
Bestand der Rasen-Segge

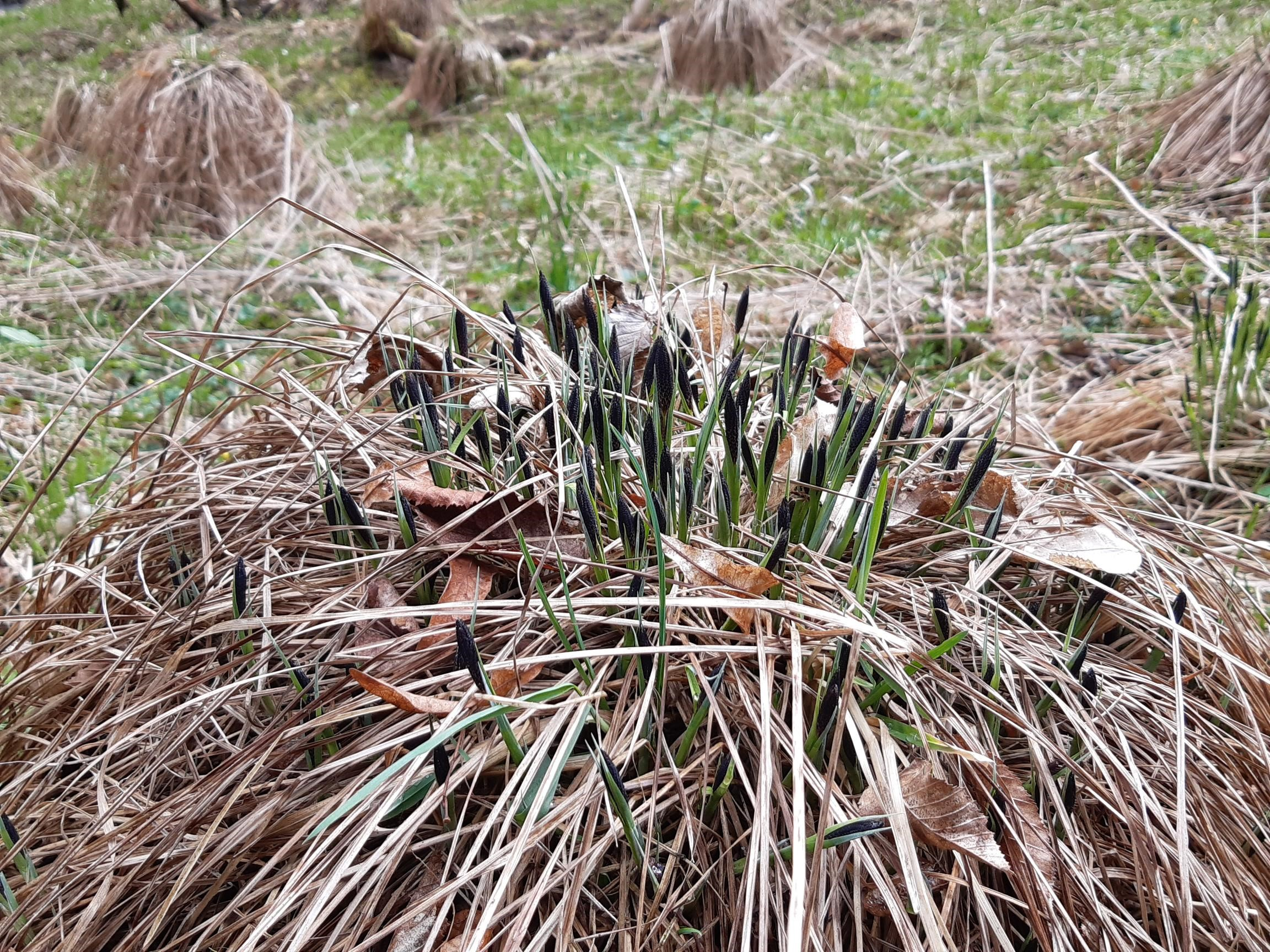
Junge Triebe im April

### Vegetative Merkmale
Die Rasen-Segge wächst ausdauernde krautige Pflanze und erreicht Wuchshöhen von 15 bis 60, selten bis zu 90 Zentimetern. Sie bildet ohne verlängerte Ausläufer dichte Horste. Die Stängel sind schlank, dünn und scharf dreikantig, bis zum Grund rau und nur am Grund beblättert. Die Laubblätter sind 2 bis 3 Millimeter breit, hell-grün und starr. Sie sind meist kürzer wie der Stängel. Das Blatthäutchen ist deutlich höher als breit. Die grundständigen Scheiden sind purpurrot, spreitenlos und zerfasern feinmaschig-netzartig.

### Generative Merkmale
Die Blütezeit reicht von April bis Mai. Der Blütenstand besteht aus einem endständigen männlichen Ährchen und 1 bis 3 weiblichen Ährchen. Das männliche Ährchen ist linealisch-zylindrisch, an beiden Enden verschmälert und 1 bis 2 Zentimeter lang.  Von den weiblichen Ährchen ist das unterste 1 bis 2 Zentimeter lang und kurz gestielt, das oberste ist sitzend. Die weiblichen Ährchen sind 1 bis 2 Zentimeter lang und 3 bis 5 Millimeter breit. Das unterste Hüllblatt ist meist borstlich, 5 bis meist 10 bis 35 Millimeter lang. Die Tragblätter der weiblichen Blüten sind schwarz bis purpurfarben mit einem grünen Mittelstreifen; sie sind länglich oder eiförmig. Die Schläuche sind bei einer Länge von 2 bis 2,5 Millimetern sowie einer Breite von etwa 1,5 Millimetern rundlich-elliptisch, abgeflacht, gelb- bis oliv-grün, nach oben braun und in einen kurzen Schnabel verschmälert. Der Griffel trägt zwei Narben.
Die Frucht ist verkehrt-eiförmig.
Die Chromosomenzahl beträgt 2n = 78 oder 80.

## Vorkommen
Die Rasen-Segge ist in den gemäßigten Gebieten Eurasiens verbreitet. Sie ist ein submeridional-montanes bis boreales, kontinentales Florenelement. In Europa kommt sie in fast allen Ländern vor; sie fehlt nur in Portugal, den Niederlanden, Irland, Island, Nordmazedonien, Griechenland und im europäischen Teil der Türkei. In Italien, Slowenien, Bosnien-Herzegowina und Montenegro ist die Ursprünglichkeit der Vorkommen zweifelhaft.
Die Rasen-Segge gedeiht in Mitteleuropa in nassen Flachmoorwiesen und Erlenbrüchen auf basenreichen, aber kalkfreien Torfböden. In Deutschland kommt sie zerstreut im Norden, Osten und Süden vor und besiedelt in Mitteleuropa maximal die submontane Höhenstufe bis in Höhenlagen von 1000 Metern. Sie ist eine Charakterart des Caricetum cespitosae aus dem Verband Magnocaricion, kommt aber auch in Gesellschaften der Verbände Caricion lasiocarpae oder Alnion vor.
Die ökologischen Zeigerwerte nach Landolt et al. 2010 sind in der Schweiz: Feuchtezahl F = 5w+ (überschwemmt aber stark wechselnd), Lichtzahl L = 3 (halbschattig), Reaktionszahl R = 3 (schwach sauer bis neutral), Temperaturzahl T = 4 (kollin), Nährstoffzahl N = 2 (nährstoffarm), Kontinentalitätszahl K = 4 (subkontinental).

## Taxonomie und Systematik
Die Erstveröffentlichung von Carex cespitosa erfolgte durch 1753 Carl von Linné in Species Plantarum, Tomus II, Seite 978. Synonyme für Carex cespitosa L. sind: Limivasculum cespitosum (L.) Fedde & J.Schust., Neskiza cespitosa (L.) Raf., Vignantha drejeri (O.Lang) Schur, Vignantha drejeri var. alpina Schur, Vignea cespitosa (L.) Rchb., Vignea drejeri (O.Lang) Fuss, Vignea neglecta Peterm., Vignea pacifica (Drejer) Rchb. ex Nyman, Carex alpestris Lam. nom. illeg., Carex stricta subsp. cespitosa (L.) Bonnier nom. illeg., Carex stricta subsp. cespitosa (L.) Douin nom. illeg., Carex cespitosa var. alpina (Schur) Kük. nom. illeg., Carex cespitosa var. elongata Ohwi, Carex cespitosa var. filifolia Boott, Carex cespitosa var. hyalinosquamis Akiyama, Carex cespitosa var. latifolia Uechtr. ex Asch. & Graebn., Carex cespitosa subsp. minuta (Franch.) Vorosch., Carex cespitosa var. minuta (Franch.) Kük., Carex cespitosa var. multifibrillosa Kük., Carex cespitosa var. multiflora Neuman, Carex cespitosa var. retorta Fr., Carex cespitosa var. rubra (H.Lév. & Vaniot) H.Lév., Carex cespitosa var. spreta (Steud.) Nyman, Carex cespitosa var. strictiformis Almq., Carex cespitosa var. strictissima Kük., Carex cespitosa var. waisbeckeri Kük., Carex drejeri O.Lang, Carex erecta J.F.Gmel., Carex ferax J.F.Gmel., Carex fridrichsthaliana Steud., Carex glabella Pabreža ex C.Regel, Carex humilis Willd. ex Kunth nom. illeg., Carex inaequalis J.F.Gmel., Carex inumbrata V.I.Krecz., Carex minuta Franch., Carex neglecta (Peterm.) Peterm. nom. illeg., Carex neglecta var. major Peterm., Carex nutans J.F.Gmel., Carex obesa Schleich. ex Kunth nom. illeg., Carex oligophylla Freyn, Carex pacifica Drejer, Carex quinata J.F.Gmel., Carex retorta (Fr.) V.I.Krecz., Carex rigida Clairv. ex Steud. nom. illeg., Carex rubra H.Lév. & Vaniot, Carex sororia Meinsh. nom. illeg., Carex spreta Steud., Carex usta Franch. nom. illeg.
Je nach Autor gibt es etwa zwei Varietäten (aber nicht bei POWO):
- Carex cespitosa L. var. cespitosa: Sie ist in den gemäßigten Gebieten Eurasiens verbreitet.
- Carex cespitosa var. minuta (Franch.) Kük.: Sie kommt von Russlands Fernem Osten bis ins nördliche Japan vor.